# Тамаш Јунг
Тамаш Јунг (мађ. Jung Tamás) је био католички духовник мађарско−немачког порекла. Био је бискуп Зрењанинске епархије (Dioecesis Zrenianensis) и титуларни епископ замка у Нумидији .

## Биографија
Рођен у аустроугарском селу Секељкеве (сада Скореновац у Србији), био је потомак немачких досељеника. Од малих ногу се интересовао за спорт. Заједно са својим братом Јожефом Јунгом (1909-2008), такође свештеником, и Јаношем Хубертом и Јожефом Боршошем, основао је Спортски клуб Секељкевеј (Спортски клуб Скореновац) 14. јуна 1932. године (од 1949. до данас, тим се звао ФК Плави Дунав (ФК Плави Дунав)
Основну школу је завршио у свом родном селу, а затим се преселио у Нађбечкерек, где је 1931. године матурирао као ученик Енгелског конвикта. Теолошке студије је завршио у Немачкој, код језуита у Франкфурту на Мајни. За свештеника је рукоположен у Нађбечкереку 12. јула 1936. године..  Након тога, био је капелан у Вршцу, затим пастор у Ходеђхази, одатле се преселио у Беодру, где је обављао свештеничке дужности до 1943. године. Усред Другог светског рата преселио се у Мужљу, где је био веома популаран пастор.
Године 1949. преселио се у Зрењанин као парохијски свештеник, где је пријем био веома неповољан, црквени савет је поднео оставку због именовања „сеоског свештеника“ за парохијског свештеника. Међутим, ова слика се веома брзо променила и Тамаш Јунг је постао све популарнији парохијски свештеник међу верницима.

### Епископска каријера
Папа Павле VI га је 23. децембра 1971. именовао за титуларног бискупа Кастеланума Нумидије и апостолског гувернера Апостолске администрације Баната. За бискупа Нађбечког посвећен је 13. фебруара 1972. године. За бискупа га је посвећивао титуларни надбискуп Марио Кања, изасланик Свете столице у Југославији. Сапосвећивали су га: београдски надбискуп Габријел Букатко, суботички Матија Звекановић и чанадски бискуп Јожеф Удварди. Његово епископско мото је: „Conformis in Christo gregi“ (Уподобити се стаду у Христу).
Света столица је уздигла Апостолску администрацију Баншага на ранг дијецезе 16. децембра 1986. године под називом Дијецеза Нађбечкерек, али с обзиром на то да је Тамаш Јунг већ имао преко 75 година, није могао бити дијецезијски бискуп, већ је водио дијецезу као апостолски управник до 14. фебруара 1988. године, када је предао своју дужност првом дијецезијском бискупу, Ласлу Хужвару.
Након дуге и тешке болести, преминуо је у Зрењанину 5. децембра 1992. године. Сахрањен је 16. децембра на католичком гробљу Калварија у Зрењанину..

### Песник
Јунг је такође био песник, повремено је писао прелепо текуће класичне песме и објавио књижицу „Biborló versek“ песама са религиозним садржајем.

### Хронологија
| Датум              | Старост | Догађај                | Титула                                                 |
| ------------------ | ------- | ---------------------- | ------------------------------------------------------ |
| 10. децембар 1911. |         | рођен                  |                                                        |
| 12. јул 1936.      | 24,5    | Рукоположени свештеник | Свештеник                                              |
| 22. децембар1971.  | 60      | Именован               | Апостолски администратор Југословенског Баната, Србија |
| 22. децембар1971.  | 60      | Именован               | Титуларни бискуп Кастелума у Нумидији                  |
| 13. фебруар 1972.  | 60,1    | Рукоположени бискуп    | Титуларни бискуп Кастелума у Нумидији                  |
| 16. децембар1986.  | 75      | Именован               | Апостолски администратор Зрењанин, Србија              |
| 7. јануар 1988.    | 76      | Пензионисан            | Апостолски администратор Зрењанин, Србија              |
| 5. децембар 1992.  | 80,9    | преминуо               | Апостолски администратор емеритус Зрењанин, Србија     |